# José Ignacio García Hamilton
José Ignacio García Hamilton (San Miguel de Tucumán, 1 de noviembre de 1943 - Buenos Aires, 18 de junio de 2009) fue un abogado, periodista, escritor y reconocido historiador argentino. En sus últimos años de vida fue diputado nacional por la provincia de Tucumán, por la Unión Cívica Radical.

## Carrera
Había nacido en San Miguel de Tucumán el 1° de noviembre de 1943. Era hijo de Enrique García Hamilton, que dirigió durante décadas el importante diario La Gaceta, y nieto de su fundador, Alberto García Hamilton. 
Se graduó en la Universidad Nacional de Tucumán en septiembre de 1969. Era abogado, recibido Doctor en Ciencias Jurídicas y Sociales en la Universidad de Buenos Aires (UBA), en 1990, y profesor de Historia del Derecho de esa misma universidad.
Ha sido periodista y directivo del diario La Gaceta (Tucumán) y también colaboraba con periódicos de la Argentina. En 1972 fundó el diario "El Pueblo". Fue director de la Asociación de Diarios del Interior S.A.. Desde 1988 hasta su muerte, ejerció la presidencia de La Gaceta.
Profeso liberal antiperonista, estableció en su ensayo El autoritarismo hispanoamericano y la improductividad (1998) una muy criticada continuidad lineal entre la cultura política en el período colonial, la época de los caudillos, el nacionalismo popular, el socialismo latinoamericano y el progresismo contemporáneo. Para el autor, las causas del atraso económico, político y cultural hispanoamericano radicarían en rasgos como el clientelismo, el intervencionismo, el nacionalismo y la cultura de la pobreza.
Esta convicción ideológica se condijo con una larga militancia en la Unión Cívica Radical. En 1991 fue candidato a vicegobernador de la provincia de Tucumán, en una elección de magros resultados para el radicalismo de Tucumán, con apenas 4% de votos. Por estos años fue vicepresidente de la ONG interconfesional Casa Argentina en Jerusalem.
En 2001 cocondujo el programa Historia confidencial emitido por Canal 7 con Pacho O'Donnell y Felipe Pigna. Aún cuando las diferencias ideológicas de García Hamilton con O'Donnell y Pigna fueron claras desde el primer capítulo, los periodistas consiguieron una buena dinámica de discusión sobre temas candentes de la historia argentina. 
En 2007, García Hamilton fue elegido diputado nacional de la Unión Cívica Radical, por la Provincia de Tucumán, acompañando a la candidatura presidencial de Roberto Lavagna. Aunque luego criticó el retorno de éste último al justicialismo.
Luego de su muerte, sectores del kirchnerismo reavivaron la polémica sobre el colaboracionismo de La Gaceta y la familia García Hamilton durante el Operativo Independencia y la dictadura militar. Concretamente, fue vinculado al grupo de periodistas "más comprometidos con la línea editorial favorable al régimen militar", entre los que incluyeron a Enrique Bugatti, José Claudio Escribano, Ángel Anaya y Joaquín Morales Solá, entre otros.

## Sus obras
García Hamilton ha publicado Azúcar y Estudiantes (teatro), Los orígenes de nuestra cultura autoritaria (e improductiva) (ensayo), Vida de un ausente, biografía novelada de Juan Bautista Alberdi y Cuyano Alborotador, la vida de Domingo Faustino Sarmiento. Sobre este tema fue invitado a disertar por las universidades Esta obra fue reimpresa en España bajo el título de El autoritarismo hispanoamericano y la improductividad, para su difusión en el mundo de habla castellana. También una biografía de José de San Martín, que suscitó una intensa polémica de la que se hicieron eco la BBC de Londres, la CNN en Español y diarios de los Estados Unidos, Francia, España, Brasil, México y otros países de Hispanoamérica. Sus detractores lo acusaron de agraviar la figura del prócer al atribuirle un origen ilegítimo y atribuirle conductas indecorosas.
Poco antes de morir el autor entregó a la editorial el texto de su último libro, Juan Domingo que salió a la venta en septiembre de 2009.

## Fallecimiento
José Ignacio García Hamiton murió el 18 de junio de 2009, a los 64 años, tras padecer una larga enfermedad que lo había deteriorado profundamente en los últimos meses. El origen de su padecimiento fue un cáncer de próstata que había derivado en una metástasis muy difundida en su organismo.

## Obras
- Teatro breve; Azúcar [un acto]; Estudiantes [un acto en dos cuadros] (1983) Buenos Aires: Calbino. ISBN 950-642-003-3
- Los orígenes de nuestra cultura autoritaria (1990) Buenos Aires: Calbino.  ISBN 950-642-020-3
- Vida de un ausente. La novelesca biografía del talentoso seductor Juan Bautista Alberdi (1993). Buenos Aires: Sudamericana. ISBN 950-07-0891-4
- Cuyano alborotador. La vida de Domingo Faustino Sarmiento (1997). Buenos Aires: Sudamericana. ISBN 950-07-1250-4
- El autoritarismo hispanoamericano y la improductividad (1998) Buenos Aires: Sudamericana. ISBN 950-07-1462-0
- Don José. La vida de San Martín (2000) Buenos Aires: Sudamericana. ISBN 950-07-1801-4
- Historia confidencial: búsquedas y desencuentros argentinos (2003), junto a Pacho O'Donnell y Felipe Pigna. Buenos Aires: Planeta. ISBN 950-49-0991-4
- Por qué crecen los países (2006). Buenos Aires: Sudamericana. ISBN 950-07-2741-2
- Simón. Vida de Bolívar (2006). Buenos Aires: Sudamericana. ISBN 950-07-2478-2
- Juan Domingo. Perón detrás del mito (2009). Buenos Aires: Sudamericana. ISBN 978-950-07-3098-3
- Cultural Legacies and the Change to Latin American Modernity (2011) Miami Interamerican Institute for Democracy ISBN 978-0-9821944-7-8